# Китайский банк развития
Китайский банк развития (China Development Bank, 国家开发银行, сокращённо CDB) — финансовое учреждение в Китайской Народной Республике (КНР), возглавляемое губернатором на уровне министра, под прямой юрисдикцией Государственного совета. Как один из трех политических банков КНР, он в первую очередь отвечает за привлечение финансирования для крупных инфраструктурных проектов, в том числе для таких масштабных проектов, как гидроэлектростанция «Три ущелья» и Шанхайский международный аэропорт Пудун. На основании Закона о политических банках от 1994 года, банк описывается как механизм, который регулирует политику экономического развития национального правительства.
Облигации, выпущенные Китайским Банком Развития, размещаются в других китайских банках и рассматриваются как активы, свободные от рисков, в соответствии с правилами достаточности капитала Правительства Китайской Народной Республики, то есть приравниваются к государственным облигациям КНР. Банк является вторым по величине эмитентом облигаций в Китае после Министерства финансов, в 2009 году на него приходилось около четверти облигаций в юанях внутри страны; также он является крупнейшим кредитором в иностранной валюте.
В 2019 году банк занял 67-е место в списке Fortune Global 500.

## История
Китайский банк развития был создан в марте 1994 года для обеспечения финансирования государственных проектов с национальным приоритетом. Он находится под прямой юрисдикцией Государственного совета. В настоящее время имеет 35 отделений и 1 представительство по всей стране. Банк предоставляет финансирование для национальных проектов, таких как инфраструктура, основные отрасли промышленности, энергетика и транспорт.
Главная задача государственного финансового учреждения - поддерживать макроэкономическую политику центрального правительства и поддерживать национальное экономическое развитие и стратегические структурные изменения в экономике.
За первое десятилетие работы Китайский банк развития выделил 1,6 трлн юаней кредитов более чем на 4000 проектов, связанных с инфраструктурой, коммуникациями, транспортными и базовыми отраслями. Инвестиции распределяются вдоль реки Хуанхэ, а также к югу и к северу от реки Янцзы. Китайский банк развития уделял большое внимание развитию западных и северо-западных провинций Китая для снижения растущего экономического неравенства между восточными и западными провинциями и оживить старые промышленные центры северо-восточного Китая.
С 1998 года банк успешно сократил долг и вернулся к прибыли под руководством управляющего Чэнь Юань. Чэнь Юань ранее был исполнительным заместителем управляющего центрального банка КНР, Народного банка Китая. В банке были также внедрены международные финансовые стандарты и передовая практика.
В 2003 году в Китайском банке развития были предусмотрены кредитные соглашения, которые были оценены и подтверждены в общей сложности 460 проектов государственного долга и выданы кредиты на сумму 246,8 млрд. юаней. Это составляет 41% от общего объема инвестиций. Кредиты банка для «критических проектов» инвестиций, которые правительство придает приоритетам, составили 91% от общего объема. Он также выпустил накопительные 357,5 млрд. юаней кредитов западным районам и 174,2 млрд. юаней на старые промышленные базы в Северо-Восточном Китае. Все эти кредиты существенно увеличили экономический рост и структурную перестройку китайской экономики.
По состоянию на конец 2004 года кредитные активы банка составили 1378,6 млрд юаней. Доля просроченных кредитов банка составила 1,21%, что на 0,13 % меньше, чем годом ранее. Коэффициент покрытия  риска по просррченным кредитам составил 285%; его коэффициент достаточности капитала достиг 10,51%. В 2004 году банк получил прибыль в размере около 2 млрд. долл. США.
В 2005 и 2006 годах Китайский банк развития успешно выпустил две серии облигаций с обеспечением на внутреннем рынке Китая.
В 2008 году банк был реорганизован в акционерное общество, название было изменено на Корпорация Банк Развития Китая. В 2017 году правовой статус был изменён на общество с ограниченной ответственностью и возвращено прежнее название.
В конце 2010 года у Китайского Банка развития было кредитов на сумму 687,8 млрд. долларов США, что в два раза больше, чем у Всемирного банка.

## Собственники и руководство
Банк является государственным, его акционерами на 2019 год были такие госструктуры:
- Министерство финансов КНР (36,54 %);
- Central Huijin Investment (34,68 %);
- Buttonwood Investment Holding Company (27,19 %);
- Фонд национального совета по социальному обеспечению (1,59 %).

## Деятельность

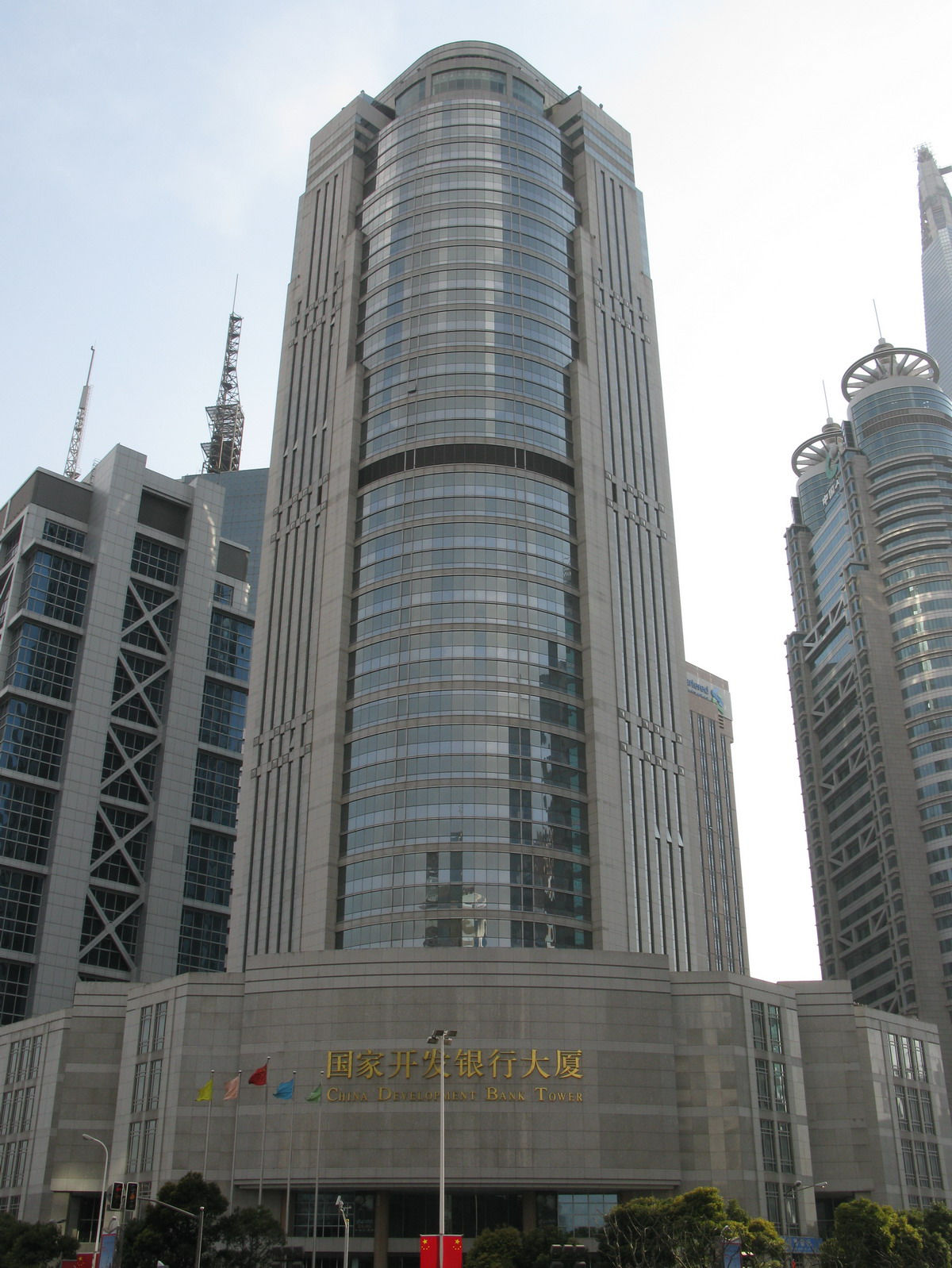
Шанхайский офис банка

Основную часть активов банка составляют выданные кредиты, на 2019 год 12 трлн из 16,5 трлн юаней, ещё 2 трлн приходится на инвестиции в ценные бумаги, один трлн — на депозитные вклады в другие банки. Основными источниками наполнения банковского капитала являются выпуск ценных бумаг (на них приходится более 9 трлн юаней пассива), приём депозитных вкладов других финансовых институтов (3 трлн юаней) и кредиты правительства (немногим менее трлн юаней).
В основном банк кредитует крупномасштабные проекты развития инфраструктуры, такие как железные дороги, скоростные автотрассы, мосты, электростанции, городской транспорт и так далее. Около 100 млрд юаней кредитов в год выдается малому бизнесу. Помимо внутри китайских проектов финансируются также проекты за рубежом, такие как строительство газопровода из России в Китай, модернизация портов в Нигерии и Греции, проекты в Белоруссии, Казахстане, Индонезии , Вьетнаме и других странах.

## Дочерние компании
- CDB Capital Co. Ltd. — основана в 2009 году для инвестиций в различные проекты.
- CDB Securities Co. Ltd. — основана в августе 2010 года для работы на рынках ценных бумаг и управления активами.
- CDB Leasing Co. Ltd. — основана в мае 2008 года для предоставления лизинговых услуг (в основном морской и воздушный транспорт); с 2016 года часть акций котируется на Гонконгской фондовой бирже.
- China-Africa Development Fund — фонд, основанный в июле 2007 года для финансирования проектов в Африке (на 2019 год было инвестировано 5,4 млрд долларов в 37 странах Африки)[1].